# Turners Cross
Turners Cross (irl. Crosaire Tuirnéir) – stadion piłkarski w Corku, w Irlandii. Obiekt może pomieścić 7485 widzów. Został otwarty w 1980 roku. Swoje spotkania rozgrywa na nim drużyna Cork City F.C.